# Кальчинате
Кальчинате (ломб. Calsinàt,итал. Calcinate) — коммуна в Италии, находится в регионе Ломбардия, подчиняется административному центру Бергамо.
Население составляет 5273 человека (2004), плотность населения составляет 333 чел./км². Занимает площадь 14 км². Почтовый индекс — 24050. Телефонный код — 035.
В коммуне 15 августа особо празднуется Успение Пресвятой Богородицы, однако основные празднества происходят обычно в начале сентября.